# Габозеро (озеро, Пряжинский район)
Габозеро — озеро на территории Ведлозерского сельского поселения Пряжинского района Республики Карелия.

## Общие сведения
Площадь озера — 1,2 км². Располагается на высоте 146,0 метра над уровнем моря.
Форма озера лопастная, продолговатая: немного вытянуто с севера на юг. Берега каменисто-песчаные.
Из северной оконечности озера вытекает ручей, втекающий в Вохтозеро, из которого вытекает река Вухтанеги, впадающая в Ведлозеро.
В озере более десятка островов различной площади, однако их количество может варьироваться в зависимости от уровня воды.
С северо-запада от озера проходит дорога 86К-262 («Подъезд к д. Нижняя Салма»).
Населённые пункты возле озера отсутствуют. Ближайший — деревня Щеккила — расположен в 1,5 км к юго-востоку от озера.
Код объекта в государственном водном реестре — 01040300211102000014428.